# 安襄鄖荊道
安襄鄖荊道，清朝湖北省设置的道。
明朝分守下荆南道，驻郧阳府，1667年裁撤。1669年设立设分守郧阳道，驻郧阳府，管理襄阳府、郧阳府。1726年改为分守郧襄下荆南道，布政使司参议衔。1728年改称分守襄阳道，移驻襄阳，辖襄阳、郧阳二府，1735年兼辖安陆府，改名安襄郧道。1748年，为分守安襄郧下荆南道，按察使司副使衔。1767年，加兵备衔。1791年增辖荆门直隶州，定名为分守安襄郧荆兵备道一员，兼理水利，驻襄阳府。民国改为襄阳道。